# 우데게족 신화

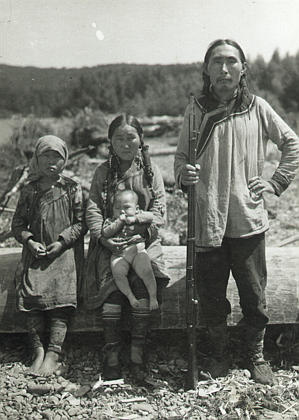
우데게족

우데게족 신화를 설명한다.

## 유형

### 창조신화
세계는 넓은 바다와 섬 한 개로 이루어져 있었는데 섬에는 사악한 할머니와 오리 한 마리가 있었다. 할머니는 오리를 섬에서 내쫓아버렸고 오리가 섬에서 내쫓기면서 흙을 쥐고 바다에 뿌리면서 바다에는 흙이 뿌려진 크기대로 땅이 생겨났다.
하늘에는 태양이 두 개였고 달이 없었고 하늘과 땅이 가까워서 생명체가 살기 힘들었고 점점 죽었다. 어느 날 힘이 센 남자가 활을 만들었고 태양 한 개를 없애버렸고 비로소 하늘과 땅이 멀어지고 생명체가 살기 좋아졌다. 태양 한 개가 없어진 곳에 달 한 개가 생겼다. 다른 신화에서 태양(여성)과 달(남성)은 부부라서 함께 다녔는데 어느 날 달이 태양에게 자신은 밤에 다니고 태양은 낮에 다니라고 말하면서 태양이 낮에 비치고 달이 밤에 비치게 되었다. 하늘의 개가 태양을 삼키면 일식이 일어난다. 땅을 밟는 소리, 외치는 소리, 북과 금속을 두드리는 소리를 내면 개가 태양을 놓고 돌아간다.

### 토템신화
우데게족은 곰을 조상으로 여기고 숲의 정령이라고 부르며 호랑이를 존경스러운 친척, 다른 종족의 사람, 인간의 말을 듣는 존재로 여기고 숭배한다. 옛날 어느 사냥꾼이 아이들을 숲에 두고 사라졌는데 곰이 소녀와 결혼해서 자식을 낳았고 호랑이가 소년과 결혼했지만 자식이 없었다. 곰이 소녀와 결혼해서 낳은 자식이 우데게족의 시초인데 어느 날 소년이 곰을 화살로 쏘아서 죽게 했고 곰은 곰의 고기를 먹지 말고 곰의 가죽에서 잘 수 없다는 금기를 남겼다. 곰은 풍요와 건강과 안녕을 지켜주는 존재이다.

### 샤먼신화
우자(러시아어: уза)는 무조(巫祖)이다. 어느 날 우자가 숲속에서 조가비가 집에 가서 형이 자는 곳을 파면 망자의 세계 부니(러시아어: буни)로의 입구가 있을 것이라고 말하는 것을 들었고 우자가 그렇게 해서 부니로의 입구를 발견했다. 우자가 부니로 들어가서 부니를 지키는 개를 지나서 한 할머니를 만났고 할머니는 우자가 죽은 사람의 영혼을 부니로 보내는 길을 처음으로 열었다고 말했다. 이때부터 죽은 사람의 영혼은 우니를 따라서 부니로 가게 되었고 다시 돌아올 수 없게 되었다. 우자의 역할은 한국 신화의 바리공주와 같다.

## 관념

### 우주관
우주는 천상계, 지상계, 지하계로 나뉜다. 천상계에는 착한 인간이 살고 착한 인간들이 사냥하는 숲과 샤먼의 영혼이 다닐 수 있는 구멍이 있다. 지상계에는 인간, 동물, 자연의 정령이 산다. 지하계는 아래층, 중간층, 위층으로 나뉘고 중간층에는 도적이 살고 위층에는 죽은 영혼이 산다. 세 세계는 천상계에 꼭대기가 있고 지상계에 줄기가 있고 지하계에 뿌리가 있는 샤먼의 나무로 이어져 있고 샤먼의 영혼은 세 세계를 오갈 때 이 나무에서 쉰다.